# HIStory on Film, Volume II
HIStory on Film, Volume II je zbirka glazbenih video uradaka američkog glazbenika Michaela Jacksona, 1997. godine objavio ju je Sony Music Video Enterprisesa.

## Popis pjesama

### Strana prva
1. Programme Start
2. HIStory Teaser Trailer
3. "Billie Jean" (Motown 25: Yesterday, Today and Forever)
4. "Beat It"
5. "Liberian Girl"
6. "Smooth Criminal"
7. 1995 MTV Video Music Awards izvedba
  - "Don't Stop 'til You Get Enough" / "The Way You Make Me Feel" / "Jam" / "Scream" / "Beat It" / "Black or White" / "Billie Jean"
  - "Dangerous"
  - "You Are Not Alone"
8. "Thriller"

### Strana druga
1. "Scream" (Vokalni duet Michaela Jacksona i Janet Jackson)
2. "Childhood" (Tema iz "Free Willy 2")
3. "You Are Not Alone"
4. "Earth Song]"
5. "They Don't Care About Us"
6. "Stranger in Moscow"
7. "Blood on the Dance Floor" (Refugee Camp Mix)*
8. Brace Yourself

## Naklada
| Zemlja     | Naklada       | Prodaja |
| ---------- | ------------- | ------- |
| Australija | 7x Platinasta | 105.000 |
| Brazil     | Zlatna        | 25.000  |
| Njemačka   | Platinasta    | 25.000  |
| Španjolska | Zlatna        | 10.000  |
| SAD        | 3x Platinasta | 300.000 |